# 北一辉
北一辉（1883年4月3日—1937年8月19日），本名北輝次郎，別名北輝次，筆名外柔。思想家、社会活动家、政治哲学家，被稱為戰前日本法西斯主義運動的理論導師，以鼓吹日本革命聞名，對日本法西斯主義運動的推展有舉足輕重的影響力。他早年投身中國革命運動，是中國同盟會的正式會員。

## 生平
1883年4月3日，北一輝出生於日本新潟县佐渡郡凑町，佐渡郡是一個離島，與新潟港隔海相望。北家世代以釀酒為業，父親北慶太郎还做过镇长。北一輝自幼為眼疾所苦，因此沒有度過正常的學校生活。1897年，入讀舊制佐渡中學校，次年跳級到三年級。1899年，為了治療眼疾，到東京的帝大醫院住院，即使是接受了當時的眼科權威醫生河本重太郎的手術，病情也未能好轉。1900年，常年為治療眼疾而奔波的他沒有通過跳級的考試，又因為家庭經濟原因，十七歲時的北一輝離開了學校，開始了自學的生涯。文學青年的他向『明星』雜誌和當地的佐渡新聞投稿，宣傳自由民權思想。
1901年，共在新潟的眼科醫院住院七個月，這段時間他對片山潛、幸德秋水和堺利彥的平民社的運動和社會民主黨的成立產生了興趣，開始了解社會主義思想。不料在一次散步中被樹枝刺傷了右眼，父親為籌措治療費將後山賣掉，到東京帝大醫院接受手術，但還是失明了。1903年，父親去世。在當地的佐渡新聞發表有關日俄戰爭和國體論的評論文章，不過僅僅連載了兩期就中止了。1904年夏，弟弟考入了早稻田大学，他便和弟弟一起到早大旁聽，並與幸德秋水等人結識。
1906年5月，二十三歲的北一輝自費出版了《國體論與純正社會主義》，這本書以社會主義的立場否定天皇主權的國體論。經濟拮据的他，原本希望這本書的出版擺脫生活上的困窘，但這本書發行不到五日就被政府查禁，作為長子的北一輝為了得到家中的資助出版，不惜放棄自己的財產繼承權，結果是經濟更加困窘的他因此大病一場。11月3日，他受宮崎滔天等人的邀請，加入了同樣從事社會主義運動的革命评论社，繼而加入了同盟会。12月，他還受邀參加了《民報》的發行週年紀念大會。1907年，奕劻致信伊藤博文，要求驅逐孫中山出境，伊藤博文和內田良平商議後決議孫秘密離境，外務省並贈予孫六千元資費。這時同盟會內有了孫受日本政府收買的傳聞。章太炎、張繼、宋教仁、譚人鳳等人要求撤免孫中山，北一輝也參與此次倒孫風波。9月，北一輝向章太炎洩密，謂防城起義所購的武器有問題，不要使用，以致防城雖破，但武器不至，功虧一簣，這使孫中山與北一輝從此徹底劃清了界限。革命評論社解散後，北一輝仍然竭力參與中國革命，經濟困難的他只好投奔黑澤次郎，1910年，轉到黑龍會的機關報『時事月函』擔任編輯。5月，大逆事件發生，政府大舉抓捕社會主義活動家，不過北一輝被捕後不久就被釋放了。
1911年10月10日，武昌起義后，宋教仁致電內田良平，希望其代為向日本政府協商承認革命軍。10月底，北一輝以『時事月函』記者的身份赴上海支援中國革命，此後北一輝长居上海。11月3日，他參加了上海起義，並跟隨宋教仁轉戰於武漢、南京、鎮江。南京臨時政府成立，他還參與了革命黨人與日本三井物產之間借款和購買武器的交涉。南京臨時政府結束後，他辭去了黑龍會記者的職務。
11月1日，袁世凱被任命為總理大臣後，日本政府內有了對中國採取軍事行動的聲音。12月18日、20日，北一輝兩次致電內田良平，希望它可以勸說山縣有朋不得使用武力干涉內政。
1913年3月20日，宋教仁被刺，北一辉自組緝兇隊，意圖調查宋教仁被刺之真相。4月8日，北一輝被日本駐上海總領事有吉明以妨害治安為由勒令其返國，並規定三年內不准再到中國。倉促回國的北一輝在經濟上非常困窘，先是到長崎寄居，後到東京投奔弟弟。他沒有工作，也無意工作，仍以中國革命顧問自居，他和范光啟鄰居，時常討論中國革命將來的走向。1914年9月24日，他偷渡中國而被駐北京的日本警察拘捕，被強制從天津遣返。1915年11月，當時大隈重信請友人矢野龍溪聯繫北一輝，希望他可以給他和外務大臣石井菊次郎介紹中國革命，於是他動筆寫作他所觀察到中國革命，他寫完後還把書稿送給了寺內正毅和吉野作造等人。
1916年4月，禁令屆滿，此時正值護國軍起兵，流亡日本的革命黨人紛紛回國參加討袁革命，6月，他再度啟程前往上海。當他到達上海時袁世凱已經去世，南北雙方開始議和。隨著華興會元老相繼去世，他已經無人可以依靠了，又因為二十一條導致的中國的反日情緒，北一輝便離中國革命越來越遠了。他在中國的這段時間大多仰賴譚人鳳的接濟。
1919年8月8日，右翼社團犹存社派大川周明專程到上海邀請他回國加入右翼社會主義運動。大川携《日本改造法案大纲》已完成了前七章回日。6月，他斷食並開始撰寫《國家改造案原理大綱》。年底，返回日本。1920年1月5日，赴東京參加犹存社，社員對北一輝所著《國家改造案原理大綱》非常興奮，並依據其為藍本擬出了該社的綱領。這時的北一輝被內務大臣床次竹二郎下令監視。皇室退婚事件，北一輝以及猶存社全部動員呼應薩摩藩的反退婚主張，以致於山縣有朋撤回退婚的建議。1921年，出版《支那革命外史》。同年9月28日的安田善次郎遇刺案和11月24日的原敬暗杀事件均和猶存社所鼓吹的思想有關。
1922年初，蘇俄代表越飛訪問中國之際受後藤新平私人邀請來日。這時北一輝與大川周明和滿川龜太郎在對俄國革命和對蘇態度的問題上產生了分歧，北一輝支持日本出兵西伯利亞，而另兩位則支持日蘇關係正常化。後藤和越飛在捕魚問題上取得了初步諒解後，雙方從非正式會談轉為正式談判，這引起了北一輝的不滿，他撰寫“給越飛的公開信”，希望使談判破裂，結果也得償所願。1923年，出版《日本改造法案大纲》。4月，在雙方嚴重的分歧下猶存社解散。12月，大杉榮被殺後各社會主義社團舉行公祭哀悼，憲兵隊慫恿北一輝門下弟子出面鬧場，搶奪大杉榮的遺骨讓公祭中斷。1925年，安田共濟保險事件中，大川周明後組建的行地社聲援被不當解僱的社員，而北一輝則被資方聘請企圖平息工人運動。這一時期多數的政治醜聞北一輝都有介入並收受財閥的政治獻金，在短短的兩年間，本來經濟困窘的他積累了巨額財富。
1926年，出版《维新革命論》。1927年4月，若槻禮次郎內閣總辭，政友會上台，森恪特贈予北一輝一大筆財產以感謝他在這次總辭背後通過政治醜聞的運作。7月，退役少尉西田稅在東京創設天劍黨，該黨奉《日本改造法案大纲》為日本革命的指南。北一輝的政治獻金多由西田稅在陸軍的人脈轉成收編日本少壯派軍人的活動經費。1930年4月25日，在北一輝的運作下日本國會的倒閣運動中『統帥權干犯』變成了朝野攻防的主要議題，該問題主要是在討論政府與軍部的權力界限。10月1日，以日本校尉軍官為核心的櫻會在東京成立。1931年3月和10月，櫻會分別發動了兩次政變，雖然未遂，但對法西斯主義運動仍起到了很大的影響。1931年到1934年，三井財團為北一輝提供了巨額的政治獻金。1935年10月，他喬遷新居，生活奢侈。12月，他促成中野正剛訪問中國並與蔣介石會談。
1936年2月20日，北一輝從西田稅處得知政變的消息並給予支持，21日，退役上尉中村孝次來訪和他討論政變的計劃，23日，北一輝得知具體計劃後建議將政變中突襲的對象所限為元老重臣，不要擴大至官僚財閥。26日，二二六事件爆發，翌日北一輝才知道事件計劃的全貌，他推薦真崎甚三郎出面組閣接管政局。28日，根據天皇敕令，這起事件被定位為政變，當晚北一輝在家中被憲兵逮捕。29日，陸軍正式開始鎮壓政變。3月4日，西田稅也被逮捕。他被軍事法庭指控犯下了“思想教唆罪”和“政變主謀罪”，在審判的過程中他為自己辯護認為自己的思想並沒有逾越法律，也沒有直接參與政變的策劃。

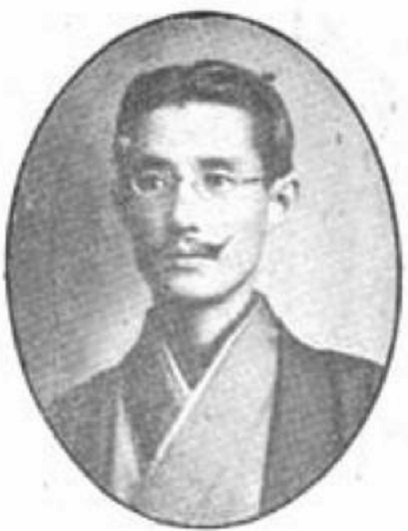
北一輝 時事通信社 1913

1937年8月14日，北一輝被判處死刑。19日，死刑執行。

## 思想
戰後以來，討論北一輝的作品不勝枚舉。丸山真男曾稱北一輝為“日本法西斯主義的教主”。久野收評論北一輝的《國體論及純正社會主義》是“社會主義的本土化，國家主義的社會主義化”。他認為北一輝是昭和超國家主義的源流，是和明治時代的國家主義對立的一種思想。George M. Wilson認為北一輝的《日本改造法案大纲》中所展現出的對正義的追求以及對制度合理化的執著可以媲美韋伯對資本主義精神的討論，他將北一輝和佐藤信淵、高山樗牛和石原莞爾比較，認為北一輝繼承了日本傳統，形成了一種獨特的政治浪漫主義。也有如神島二郎等人認為早期的北一輝並未提出什麼有意義的理論，只是為了讓自己打出名氣而做了一些脫離現實的理論討論，尤其體現在他經濟理論的薄弱。宮本盛太郎也認為，以1901年社會民主黨成立時的政綱和北一輝的思想對比可以看出其思想仍然是繼承自1870年以來的自由民權運動以來的社會主義理念的，並沒有做出重大的理論突破。但他在反天皇親政論的論戰中，確實是做出了其他人不敢為的壯舉。
在黃自進的總結中，北一輝的思想一生中有多次變化。早年，他是狂熱的社會主義信徒，以反法統、反皇權著稱。他公開反對明治政府所宣揚的建國理念，認為皆是不符事實的虛構。他認為日本歷史的演進和人類文明的研究沒有本質差異，否定日本有特殊的歷史經歷的說法。他主張社會主義民主化，土地及生產工具的國有化，還有普遍的參政權、投票權。中年改提倡國家社會主義，他認為人類追求社會主義時不應有國界之分，在他理想的東亞秩序中，日本應該接收英國和俄國在東亞的殖民勢力，他主張中日的軍事同盟以及印度獨立。根據北一輝的自述，他在《日本改造法案大綱》中提到，自己的思想“在二十年間（即《國體論》出版的1906年到《大綱》出版的1926年）基於根本的思想（社會民主主義）這一點沒有更改過一絲一毫。”說明北一輝早年和中年的思想並不是斷裂的。田中惣五郎的研究中指出，北一輝雖然在早期有表示對天皇制的國體論的反對，但並非是反對天皇制的，而更像是自由民權運動和尊王思想的融合和並行。松本健一也認為《國體論》一書表達的是以天皇機關說立場把明治天皇尊奉成“民主主義大首領”，從而實現尊王理想的目的。因此橋川文三主張“對明治天皇個人魅力的敬愛”是潛藏於北一輝心中的。

## 著作
除《支那革命外史》以外均無中譯本。日文的『北一輝著作集』由美篶書房出版。
- 第1巻 神島二郎解説、1959年3月。ISBN 4-622-02021-1

「国体論及び純正社会主義」
- 第2巻 野村浩一・今井清一解説、1959年7月。ISBN 4-622-02022-X

「支那革命外史」「国家改造案原理大綱」「日本改造法案大綱」
- 第3巻 松本健一・高橋正衛編・解説、澤地久枝解説、1972年4月。ISBN 4-622-02023-8

「論文・詩歌・書簡」

## 相關電影
- Fighting Elegy（日语：けんかえれじい）（1966年、日活、演：綠川宏）
- 戒厳令（日语：戒厳令 (1973年の映画)）（1973年、ATG、演：三國連太郎）
- 遠東陰謀（1996年、CCTV、演：陳寶國）

## 腳註
1. ↑  田中惣五郎（1959年），第1-3页
2. ↑  松本健一（2004年）
3. 1 2 3  長谷川義記（1993年）
4. ↑  宮本盛太郎（1975年）
5. ↑  北 昤吉（1937年）
6. ↑  羅家倫、黃季陸（1969年），第334-335页
7. ↑  田中惣五郎（1959年），第133-134页
8. ↑  黄自进（2001年），第126-147页
9. ↑  田中惣五郎（1959年），第177-180页
10. ↑  松本健一（1996年）
11. ↑  黄自进（2001年），第182-191页
12. ↑  黄自进（2001年），第220-228页
13. ↑  渡辺 京二（2007年），第278-286页
14. ↑  黄自进（2001年），第232-241页
15. ↑  田中惣五郎（1959年），第312-313页
16. 1 2  矢野久義（1991年）
17. ↑  田中惣五郎（1959年），第360页
18. ↑  伊藤 隆 , 北 博昭（1995年），第393、395-399页
19. ↑  秦郁彦（2012年），第124、134页
20. ↑  小林英夫（1982年）
21. ↑  丸山 眞男（2006年），第29-30页
22. ↑  久野収, 鶴見俊輔（1977年），第139、181页
23. ↑  松岡幹夫（2003年）
24. ↑  George M. Wilson（1969年），第72页
25. ↑  宮本盛太郎（1975年），第10-22页
26. ↑  李永熾（1992年）
27. ↑  黄自进（2001年），第1-6页
28. ↑  古屋　哲夫（1973年）
29. ↑  田中惣五郎（1959年），第160页
30. ↑  松本　健一（2004年）
31. ↑  橋川 文三（2013年），第122页

## 外部連結
- 国体論及び純正社会主義（全文） （页面存档备份，存于） （日語）
- 支那革命外史（全文） （日語）
- 北 一輝：作家別作品リスト （页面存档备份，存于）（青空文庫） （日語）
- 日本改造法案大綱（全文） （页面存档备份，存于） （日語）
- 国立公文書館所蔵：内務省警保局『著書より見たる北一輝の思想』 （日語）

- 盛邦和，浮出水面的北一輝 （页面存档备份，存于）
- 楊際開，讀〈浮出水面的北一輝〉有感  （页面存档备份，存于）